# Maria Ponderus

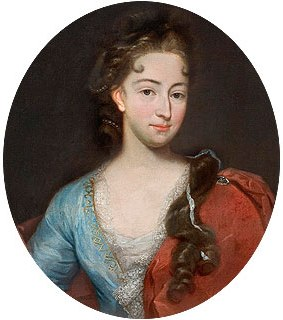
Porträt Maria Ponderus zwischen 1700 und 1724

Maria Ponderus, auch Mevrouw van Aerden (* 27. Januar 1672 in Monster; † 20. April 1764 in Den Haag), war eine niederländische Stifterin eines Hofjes.

## Leben
Maria Ponderus wurde am 27. Januar 1672 in Monster geboren. Sie war die Tochter des Chirurgs und Präzeptor der Lateinschule Antonius Ponderus (1642–1713) und Françoise van Barthem (1640–1715). Sie heiratete 1692 den fast 30 Jahre älteren Pieter van Aerden (1643–1719). Ihr Mann war Notar und Rechtsanwalt und sie hatten drei Kinder, eine Tochter Maria (* 1693) und zwei Söhne Maurits (* 1694) und Pieter (* 1698). Bekannt wurde sie als Mevrouw van Aerden. Ihr Mann war kulturell interessiert, er besaß eine bescheidene Gemäldesammlung und ein Muschelkabinett. Mevrouw van Aerden überlebte ihren Mann und ihre Kinder. Die Söhne starben kinderlos in Indien, auch ihre Tochter hatte keine Kinder, als sie 1740 starb. Vermutlich mit zwei Bediensteten lebte die Witwe van Aerden in der Vlamingstraat. Im Jahr 1742 verkaufte sie die das Muschelkabinett ihres Mannes.
Sie starb am 20. April 1764 und wurde eine Woche nach ihrem Tod im Familiengrab in 's-Gravenzande beigesetzt. Wie in ihrem Testament festgehalten, war sie neben ihren Eltern, ihrem Mann und ihrer Tochter die letzte der Familie, die in diesem Grab beigesetzt wurde.

## Philanthropie

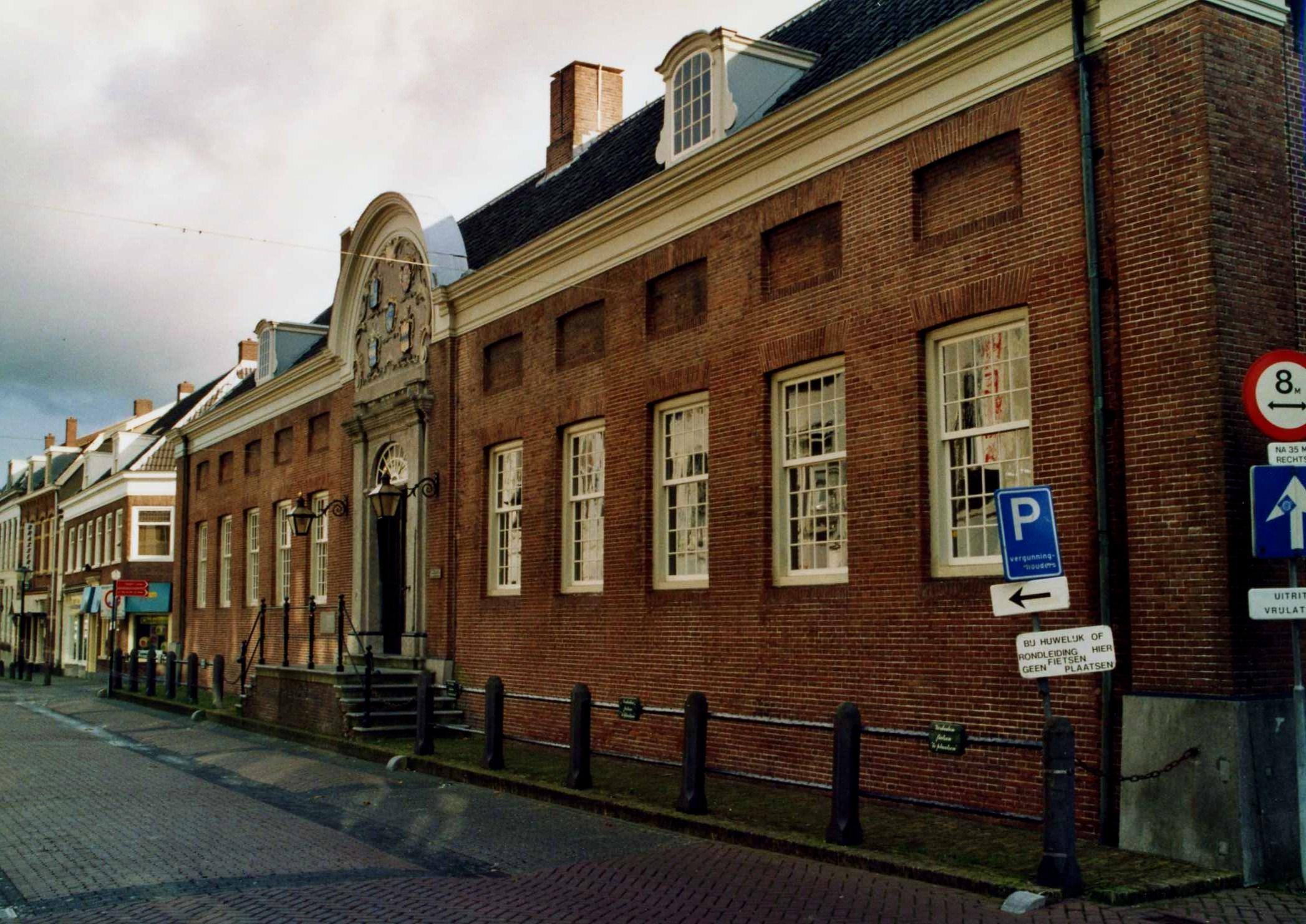
Hofje van Mevrouw van Aerden, Straßenansicht

Nach dem Tod ihres Mannes Pieter van Aerden im Jahr 1719 hatte Maria Ponderus ein beträchtliches Vermögen geerbt. Dieses Erbe betrachtete sie als ein Geschenk, welches Gott ihr unverdient gegeben habe. In ihrem Testament hielt sie auch den Grund für die Stiftung des Hofjes fest. Der Grund wäre, dass alle Familien Arme und Reiche unter ihren Nachkommen hätten und dass nach dem Tod ihrer Kinder einige entfernte Verwandte gekommen wären, die sich nie um die Familie gekümmert hätten, nun aber von dem Erbe profitieren wollten. Ihr Hofje war in erster Linie für weibliche Verwandte gedacht, die zunächst die Verwandtschaftsbeziehung nachweisen mussten. Darüber hinaus waren auch „Fremde“, also Nicht-Familienmitglieder, teilnahmeberechtigt. Diese mussten sich zur reformierten Religion bekennen und es mussten „unverheiratete Damen mit ‚tadellosem‘ Benehmen und protestantischer Herkunft“ sein. Alle Bewohner würden einen kleinen Zuschuss und Torf als Brennstoff erhalten. Geplant war der Hofje in Den Haag, allerdings wählten die per Testament ernannten Verwalter des Hofje mit Erlaubnis der Staaten von Holland Leerdam als Standort, wahrscheinlich, weil die meisten Familienmitglieder dort lebten. Die Anlage wurde von Architekten C.P. Timmermans entworfen. Der Komplex wurde 1770 für elf Frauen gebaut und am 1. November 1773 eröffnet. Die Gemäldesammlung ihres Mannes, die nach dem Willen von Maria Ponderus im Regentenzimmer untergebracht war, ist weiterhin vollständig zu besichtigen. Da die Sammlung noch immer so ist, wie Pieter van Aerden sie zusammengestellt hat, spiegelt sie auf einzigartige Weise den Geschmack eines Sammlers des späten 17. Jahrhunderts wider. Eine der wenigen Ergänzungen von Maria Ponderus zur Sammlung, ein Porträt ihres ältesten Sohnes Maurits, der 1746 starb, hängt ebenfalls noch im Hofje van Mevrouw van Aerden. Es ist heute ein niederländisches Kunstmuseum und Rijksmonument in Leerdam in der Gemeinde Vijfheerenlanden.